# Ptiloglossa buchwaldi
Ptiloglossa buchwaldi är en biart som beskrevs av Heinrich Friese 1908. Ptiloglossa buchwaldi ingår i släktet Ptiloglossa och familjen korttungebin. Inga underarter finns listade i Catalogue of Life.